# 長遠防治山泥傾瀉計劃
由於香港地形特殊，山多平地少，加上季節性暴雨影響，山泥傾瀉的風險一直是城市發展的重大挑戰。自1977年起，土木工程拓展署轄下土力工程處開展了一系列的研究和工程措施，致力於降低山泥傾瀉對香港的威脅。直至2010年，土力工程處將重點放在處理香港最高風險的不合規範人造斜坡。然而，隨著城市化進程加速，更多的開發或重建項目鄰近陡峭的天然山坡，因此，天然山坡的山泥傾瀉風險也日益增加。
有見及此，土力工程處在2010年推出了「長遠防治山泥傾瀉計劃」，旨在系統化地解決人造斜坡和天然山坡的山泥傾瀉風險。該計劃每年會根據一個以風險為基礎的優先順序系統，選擇最需要處理的人造斜坡和天然山坡進行研究。政府負責維護的斜坡，將在防治計劃下進行必要的防治工程。對於有危險的私人斜坡，屋宇署會按照《建築物條例》，要求相關的私人業主進行維修，以確保斜坡的安全。為了進一步推動防治計劃，土力工程處除了利用內部資源外，還會聘請顧問進行相關的研究和管理工程合約。截至2023年3月31日，土力工程處已經投入了約279億元用於防治山泥傾瀉的研究和工程，並鞏固了約6562個政府人造斜坡，完成約6431個私人人造斜坡的研究，並對422幅天然山坡實施了緩減措施。
土力工程處不僅致力於確保所有在防治計劃下的人造斜坡和天然山坡達到最高的安全標準，同時也致力於美化這些斜坡。在美化斜坡的過程中，會盡可能保留現有樹木，並使用植被來覆蓋斜坡和緩減措施。如果必須使用硬性護面，將採取相應的美化措施，以減少視覺影響。為了改進綠化斜坡的技術，土力工程處一直研究如何在防治山泥傾瀉工程中利用植物，並在防止侵蝕措施和陡峭斜坡的植被方面，不斷嘗試新技術，研究成果將有助於人造斜坡和天然山坡的防治工作。

## 計劃背景
在1960年代和1970年代初，香港正處於快速發展期，進行大量土地平整工作，然而，由於當時缺乏專業的岩土工程師參與，因此建造了許多不符合現行標準的人造斜坡。
在1977年，土力工程處成立，專門負責監管新的岩土工程，同時也開始規劃處理大量可能不達標的人造斜坡的策略。從那時起，新建的斜坡設計需要接受土力工程處的審核，確保它們達到必要的安全標準。在2010年之前，土力工程處根據防止山泥傾瀉計劃，有系統地對不符合標準的政府人造斜坡進行了有系統的鞏固工程。自2010年開始，土力工程處推出了「長遠防治山泥傾瀉計劃」，將其工作範圍擴大到天然山坡的山泥傾瀉風險緩減工程。
「長遠防治山泥傾瀉計劃」銜接之前的「防止山泥傾瀉計劃」，以處理人造斜坡和天然山坡所引起的山泥傾瀉風險。每年目標如下：
1. 鞏固150個政府人造斜坡；
2. 為100個私人人造斜坡進行安全篩選研究；以及
3. 為30幅天然山坡進行風險緩減工程。

## 不同斜坡類型引起的山泥傾瀉風險及處理

### 人造斜坡
為了對龐大的人造斜坡風險進行有效掌控，土力工程處建立了《斜坡記錄冊》，該冊詳細收錄了香港大型人造斜坡的相關信息。《斜坡記錄冊》詳細列出了全港大約六萬個斜坡的詳細資料，這些斜坡已經過初步的評估與研究。這種研究主要包括現場視察，評估倘若發生崩塌所可能產生的影響，並判斷是否需要進行下一步研究。儘管初步研究的主要目的是確定詳細研究的優先順序，但土力工程處也可以利用這些資料及時識別出存在明顯和迫切危險的斜坡，從而為其進行必要的鞏固工程，以確保公眾安全。
詳細研究人造斜坡的工作 包括對現有斜坡進行穩定性評估，以確定是否需要進行鞏固工程。這些研究包括仔細研究斜坡資料，分析航拍照片，進行實地視察，進行穩定性分析，以及根據需要進行土地勘測等。這些研究活動的目的是瞭解斜坡的現狀和潛在風險，並提供詳細的資訊，以制定適當的鞏固措施。通過這些研究，我們能夠更好地了解人造斜坡的安全性，並採取必要的行動，以確保斜坡的穩定和公眾的安全。

### 天然山坡
土力工程處透過分析航拍照片，成功辨識出約3,300幅有潛在風險的天然山坡。這些山坡位於靠近現有建築物和重要交通走廊的區域，及可能存在崩塌的風險。相較於人造斜坡，天然山坡一般不適合進行大規模的鞏固工程，因為這樣做既不現實，成本也很高，且對環境不利。因此，一般會採取風險緩減的方法，以更具成本效益的方式來緩減天然山坡的山泥傾瀉風險，包括使用海外常見的泥石壩和柔性防護網等措施。

## 相關部門
- 土木工程拓展署
- 地政總署
- 屋宇署

## 外部連結
- 長遠防治山泥傾瀉計劃(Youtube)
- GEO 檔案 - 防止山泥傾瀉計劃(Youtube)
- 居安思危 防治山泥傾瀉 （页面存档备份，存于）
- 山泥傾瀉曾奪67命　寶珊排水隧道09年落成   黃偉綸：新技術防災